# Sendeanlage Mullach an Ois
Die Sendeanlage Mullach an Ois ist eine irische Sendeanlage auf dem gleichnamigen Berg im Höhenzug der Derrynasaggart Mountains im County Cork im Südwesten der Republik Irland.

## Geschichte

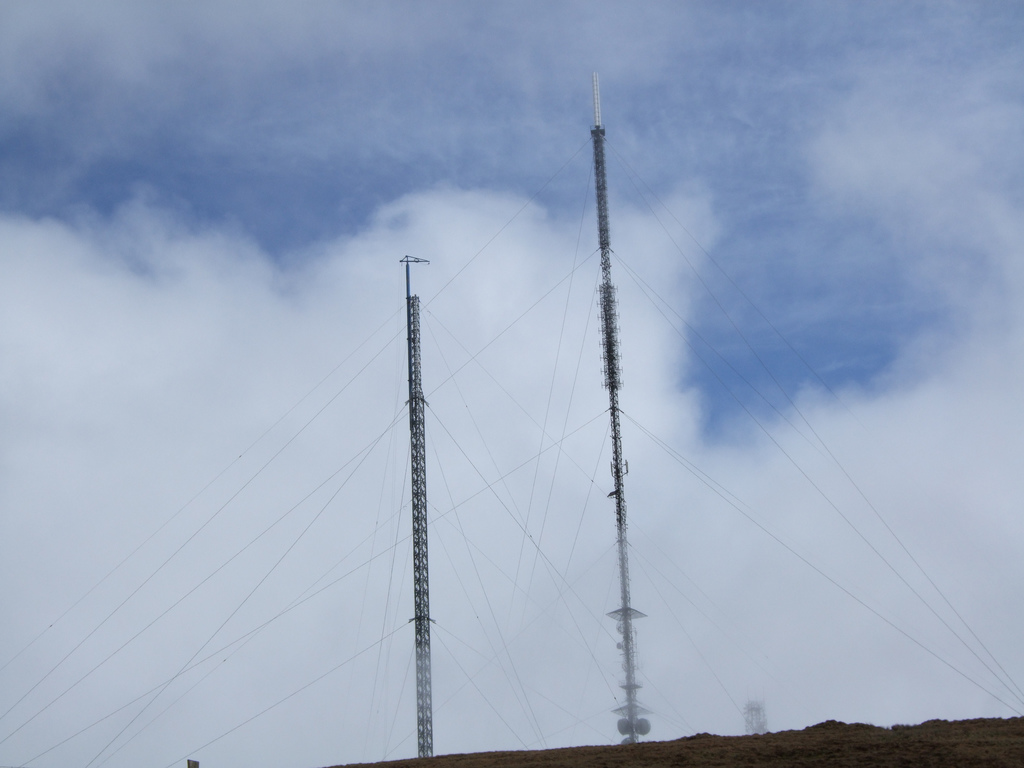
Detailansicht 170 und 225 Meter Mast

Der Standort der öffentlich-rechtlichen Rundfunkgesellschaft Raidió Teilifís Éireann (RTÉ) mit einer Höhe von 694 m ü. MSL wurde 1963 mit einem 170 Meter hohen Sendemast errichtet und strahlte ursprünglichen fünf Fernsehprogramme mit einem 625-Zeilen-VHF-Service aus. Das Sendegebiet ist der Südwesten Irlands mit den Grafschaften Cork, Kerry und Limerick. Heute ist die Sendeanlage im Besitz von 2RN, einer hundertprozentigen Tochtergesellschaft von RTÉ. Im Jahr 2009 in Vorbereitung auf die Übertragung des digitalen terrestrischen Fernsehens (DVB-T) wurde eine neue Mastanlage mit einer Höhe von 225 Meter zusätzlich errichtet und die ursprüngliche Sendeanlage umgebaut.
Die analogen TV-Übertragungen von dieser Sendestelle endete am 24. Oktober 2012 und der nationalen DTT-Service wird nun von Mullach an Ois ausgestrahlt. Der Sender hat eine von Leistung von rund 200 kW ERP. 
Neben dem digitalen Fernsehen werden noch sieben nationalen FM-Radio-Dienste übertragen. 

## Fernsehen
| Frequenz | UHF | kW  | Multiplex        |
| -------- | --- | --- | ---------------- |
| 474 MHz  | 21  | 200 | Saorview (Mux 1) |
| 498 MHz  | 24  | 200 | Saorview (Mux 2) |

## Radio
| Frequenz  | kW  | Programm                 |
| --------- | --- | ------------------------ |
| 90,0 MHz  | 160 | RTÉ Radio 1              |
| 92,2 MHz  | 160 | RTÉ 2FM                  |
| 94,4 MHz  | 160 | RTÉ Raidió na Gaeltachta |
| 97,0 MHz  | 20  | Radio Kerry              |
| 99,6 MHz  | 160 | RTÉ Lyric FM             |
| 101,8 MHz | 160 | Today FM                 |
| 107,4 MHz | 20  | Newstalk                 |